# Andranovory
Andranovory is een plaats en commune in het zuiden van Madagaskar, behorend tot het district Toliara II, dat gelegen is in de regio Atsimo-Andrefana. Tijdens een volkstelling in 2001 telde de plaats 30.623 inwoners.
De plaats biedt naast lager onderwijs ook middelbaar onderwijs aan. 60 % van de bevolking werkt als landbouwer en 35 % houdt zich bezig met veeteelt. De belangrijkste landbouwproducten zijn mais en katoen; een ander belangrijk product is maniok. Verder is 5 % actief in de dienstensector.